# Jolanta Gruszka
Jolanta Gruszka (ur. 10 marca 1972) – polska działaczka partyjna, polityk i samorządowiec, w latach 2014–2015 szef gabinetu politycznego premier Ewy Kopacz.

## Życiorys
Ukończyła studia z administracji na Uniwersytecie Warszawskim.
Pracowała jako sekretarka w Kongresie Liberalno-Demokratycznym. Od 2001 zatrudniona w Platformie Obywatelskiej. W kadencji 2006–2010 pełniła funkcję radnej miasta stołecznego Warszawy z list PO. Od 2007 była szefem gabinetu minister zdrowia Ewy Kopacz; następnie objęła analogiczne stanowisko, gdy Ewa Kopacz została marszałkiem Sejmu. W 2014 wybrana na radną sejmiku mazowieckiego. W 2018 nie ubiegała się o reelekcję.
23 września 2014 powołana na stanowisko Szefa Gabinetu Politycznego Prezesa Rady Ministrów. 3 lutego 2015 została odwołana z tego stanowiska.